# Lorrane Oliveira
Lorrane Oliveira, född 13 april 1998, är en brasiliansk gymnast.

## Karriär
Vid världsmästerskapen i artistisk gymnastik 2023 ingick Olivera i det brasilianska laget som tog silver i lagtävlingen. Vid OS 2024 ingick hon i det brasilianska laget som tog brons i lagtävlingen.